# Chantier (Tamou)
Chantier (auch: Santyé) ist ein Dorf in der Landgemeinde Tamou in Niger.

## Geographie
Das von einem traditionellen Ortsvorsteher (chef traditionnel) geleitete Dorf liegt am rechten Ufer des Flusses Niger. Es befindet sich rund 32 Kilometer östlich des Hauptorts Tamou der gleichnamigen Landgemeinde, die zum Departement Say in der Region Tillabéri gehört. Zu den Siedlungen in der näheren Umgebung von Chantier zählen am selben Flussufer Ouro Bawa im Südosten sowie am gegenüberliegenden Flussufer Balaga im Nordosten, Darey Bangou im Osten und Ganda Koira im Südosten.
Chantier besteht aus zwei Siedlungen, die etwa 2500 Meter voneinander entfernt sind.
Es herrscht das Klima der Sudanzone vor, mit einer durchschnittlichen jährlichen Niederschlagsmenge zwischen 600 und 700 mm.

## Geschichte
Das Dorf wurde 1972 im Zuge einer Kampagne zur Ausrottung der Tsetsefliege gegründet, die die nigrische Regierung gemeinsam mit der Ernährungs- und Landwirtschaftsorganisation der Vereinten Nationen durchführte. Der Ortsname kommt aus dem Französischen und bedeutet „Lagerplatz“ oder „Baustelle“.

## Bevölkerung
Bei der Volkszählung 2012 hatte Chantier 222 Einwohner, die in 31 Haushalten lebten. Bei der Volkszählung 2001 betrug die Einwohnerzahl 313 in 33 Haushalten.